# Ultraman Zero
Ultraman Zero (ウルトラマンゼロ Urutoraman Zero) là một nhân vật tưởng tượng từ Ultra Series. Anh xuất hiện lần đầu trong Mega Monster Battle: Ultra Galaxy trước khi có bộ phim riêng Ultraman Zero: The Revenge of Belial. Không có series của riêng mình, anh trở thành nhân vật chính của Ultraman Retsuden/Shin Ultraman Retsuden và làm khách mời trong các Ultra Series sau này.
Được giới thiệu là một chiến binh mạnh mẽ, kiêu hãnh và bướng bỉnh, Zero đã bị Ultraseven trục xuất sau khi anh  cố gắng  đánh cắp Plasma Spark thất bại. Zero được huấn luyện bởi Ultraman Leo và bị buộc phải đeo Techtor Gear. Khi Ultraman Belial trở lại Vùng đất ánh sáng và đánh cắp Plasma Spark, Zero đã đánh bại Belial và lấy lại Plasma Spark, đồng thời biết được nguồn gốc của mình là son of Seven (セブンの息子 Sebun no Musuko). Mặc dù anh vẫn giữ được những đặc điểm của riêng mình, Zero dần dần trải qua hành trình phát triển và trưởng thành khi vai trò của anh trong Ultra Series tiến triển. Sau khi đánh bại nỗ lực xâm lược của Belial ở một chiều không gian khác, anh ta đã tạo ra Ultimate Force Zero để bảo vệ vũ trụ khỏi các mối đe dọa xấu xa và quét sạch tàn dư quân đội cũ của Belial.
Ultraman Zero được lồng tiếng bởi Mamoru Miyano (宮野 真守 Miyano Mamoru), Người được biết đến với nhân vật Setsuna F. Seiei trong series Mobile Suit Gundam 00.
Để tưởng nhớ diễn viên lồng tiếng của mình, Ultraman Zero  hô vang câu khẩu hiệu trước trận chiến, "I am Zero, Ultraman Zero!" (俺がゼロ, ウルトラマンゼロ! Ore ga Zero, Urutoraman Zero!), dựa trên đường dây khét tiếng của Setsuna, "I am Gundam!". Trong các phim lồng tiếng Anh, anh được lồng tiếng bởi Daniel Van Thomas.

## Tạo hình nhân vật
Nhà sản xuất Junya Okabe tuyên bố rằng sự tham gia của Zero trong Mega Monster Battle: Ultra Galaxy là để gợi ra các yếu tố của mối quan hệ cha-con. Danh hiệu "son of Seven" của Ultraman Zero đã gây ảnh hưởng lớn đến khán giả. Bối cảnh của Zero khi là học trò của Leo được thực hiện dưới sự gợi ý của đạo diễn Koichi Sakamoto kết hợp các yếu tố của các bộ phim Kung fu yêu thích của ông. Vẻ ngoài trẻ trung và nóng bỏng của anh dựa trên Joe Yabuki từ Ashita no Joe  trong khi kỹ năng chiến đấu của anh là sự kết hợp giữa Ultraseven và Leo. 
Trong Ultraman Saga, một cốt truyện hài hước được đề xuất như là một yếu tố mới và phép biến hình 5 mét của Zero dựa trên đề xuất của nhà sản xuất VFX như một phần của mối quan hệ của Ultra Warrior với nhân loại.

### Thiết kế

Ultraseven Axe, bản nháp đầu tiên của Ultraman Zero được chụp trong một sự kiện đặc biệt ở Tokyo Dome City trong năm 2010

Ultraman Zero được thiết kế bởi Masayuki Gotou với tên ban đầu là Ultraseven Ax (ウルトラセブンアックス Urutorasebun Akkusu). Thiết kế ban đầu dựa trên việc hiện đại hóa hình tượng Ultraseven, với màu đỏ làm chủ đạo và không có bộ đếm thời gian. Do màu đỏ là màu phổ biến với các ultraman, màu xanh được thêm vào khiến anh thu hút hơn với khán giả. Thiết kế miệng của Zero giống với Seven, nhưng toàn bộ khuôn mặt có các đường chéo và nó có thể biểu thị các trạng thái khác nhau  theo góc quay.
Bộ đồ của Zero được sản xuất đồng thời với Ultraman Belial, dựa trên bộ đồ bơi với các vật liệu có hình dạng ba chiều. Ban đầu nó được cấu trúc để phù hợp với diễn viên phù hợp với hy vọng ngăn ngừa nếp nhăn nhưng được nới lỏng một chút để tăng tính cơ động trong hành động của Zero.
Mặc dù mặt nạ ban đầu được đúc liền với đầu, Zero và Belial được cấu trúc ngoài mặt phẳng. Do thiết kế hoàn thiện đầu của Zero trở nên khác biệt, nên Zero Sluggers của anh buộc phải được thiết kế lại sau lần quay đầu tiên của Mega Monster Battle: Ultra Galaxy, do đó nó lớn hơn kích thước dự định. Các bộ phát LED được đặt ở trung tâm của mắt anh, xuất hiện theo cách tương tự như con ngươi.
Theo Ultra's Common Sense - Ultraseven, Ultraman Zero ver., sự xuất hiện của phiên bản trẻ hơn của Zero được "gợi ý" giống hệt với ESP Alien Uringa (超能力星人 ウリンガ Chō Nōryoku Seijin Uringa)  từ tập 29 của Ultraman Leo.
- Techtor Gear Zero: Ban đầu được mệnh danh là "Armored Ax" (アーマードアックス Āmādo Akkusu?).[2] Vì khó khăn trong việc thiết kế Zero, Techtor Gear Zero được tạo ra đầu tiên để che giấu vẻ ngoài ban đầu của mình.[2][3] Ban đầu dự định có một thiết kế sắc nét nhưng nhà sản xuất Junya Okabe đã đề xuất một diện mạo táo bạo.[3] Bộ đồ của nó là một khuôn đúc riêng biệt từ Zero ban đầu trong khi các ống màu cam được miêu tả để có thể mở rộng và tự co lại.[3]
- Ultimate Zero: Cấu hình Final Ultimate Zero được lấy từ kế hoạch ban đầu là đưa Zero Sluggers vào cung thay vì Zero Twin Sword.[2] Ban đầu, hình thức này có nghĩa là một vũ khí hơn là thay đổi chế độ.[13] Bộ giáp được thiết kế sau một đôi cánh và áo giáp của nó có nghĩa là được đeo ở cánh tay trái.[13][14] Mối quan hệ của nó với Ultraman Noa là một sự tôn vinh cho tập 7 của Ultraman, làm như vậy với hy vọng gọi mối quan hệ của Stone of Baraj đến Noa.[15]
- Thay đổi chế độ: Strong-Corona Zero và Luna-Miracle Zero, hai hình thức xuất hiện trong Ultra Zero Fight được kết hợp với các yếu tố từ Ultramen Dyna và Cosmos.[16]

### Đặt tên
Yuji Kobayashi tiết lộ rằng lý do anh đặt tên cho nhân vật là "Zero" là để tượng trưng cho việc "khởi động lại câu chuyện Ultraman từ đầu".

## Lịch sử

### Galaxy Crisis Era
Mega Monster Battle: Ultra Galaxy
Từ lâu, Zero là một chiến binh trẻ và mạnh mẽ, tương tự Belial anh đã cố gắng đánh cắp năng lượng từ Plasma Spark. Tuy nhiên, Zero đã bị Ultraseven và Ultra Brothers bắt quả tang rồi bị trục xuất,được huấn luyện bởi Leo Brothers trên Planet K76. Quá trình huấn luyện của anh diễn ra trong khi vụ đánh cắp Plasma Spark lần thứ hai của Belial thành công. Những người sống sót sau cuộc tấn công của Belial, Shin Hayata (Ultraman) và Mirai Hibino (Ultraman Mebius), đã cân nhắc cho Zero chiến đấu nhưng Dan Moroboshi (Ultraseven) đã phản đối điều đó, cho rằng anh chưa sẵn sàng. Trong thời gian luyện tập với Ultraman Leo, Zero đã buộc phải mặc áo giáp Techtor Gear hạn chế chuyển động và sức mạnh của mình và kết bạn với một Pigmon.
Sau khi cứu mạng Pigmon trong một buổi huấn luyện, hành động của Zero đã chứng minh cho Leo và Ultraman King biết rằng anh ta đã trưởng thành và tiết lộ cho anh  là con trai của Ultraseven, và khi Seven ngăn Zero chạm vào Plasma Spark, ông đã cứu Zero tránh khỏi con đường sa ngã của Belial. Sau đó, Slugger của Seven hạ cánh xuống sân tập, Leo nhận ra rằng Seven đang kêu gọi sự giúp đỡ của Zero chống lại Belial tại Monster Graveyard và King đã gỡ bỏ ổ khóa trên Techtor Gear của Zero. Được giải thoát khỏi bộ giáp  Ultraman Zero đã rời khỏi Monster Graveyard để đối đầu với Ultraman Belial, với Eye Slugger của cha mình. Tuy nhiên, Zero đã quá muộn để cứu cha mình và Seven đã chết vì kiệt sức và bị thương từ trận chiến. Tức giận vì sự ra đi của cha mình, Zero đã tiến hành giết chết những con quái vật còn lại của Belial trong cơn giận dữ điên cuồng trước khi đối mặt với Belial và đánh bại ông ta, tuy nhiên Belial nhanh chóng trở thành Belyudra. Zero chạm vào sức mạnh của Plasma Spark, tạo ra Zero Twin Sword và giết Belial với nó. Sau trận chiến, Zero đã trả lại Plasma Spark về vị trí của nó và đoàn tụ với người cha hồi sinh của mình.

#### Ultraman Zero: Sự trả thù của Belial
Trong các sự kiện của The Revenge of Belial, một cuộc tấn công từ bộ ba Darklops đã thúc đẩy Zero tự nguyện tham gia vào cuộc thám hiểm giữa các chiều không gian để theo dõi nguồn gốc của chúng. Anh được Ultraseven tặng cho Vòng tay xuyên không, cho phép anh biến đổi ba lần trong một chiều không gian khác và nhận được sự giúp đỡ từ cư dân của Vùng đất ánh sáng trong chuyến đi. Khi đến nơi, anh đã chiến đấu chống lại quân đội Legionoid trên Hành tinh Anu và liên kết với một thợ mỏ cảnh sát địa phương tên là Run để cứu mạng anh. Tuy nhiên, Zero phát hiện ra rằng ý thức của người đàn ông đang ở trạng thái hôn mê, anh kiểm soát cơ thể của Run và chăm sóc Nao, em trai anh ta. Cả hai trốn trong con tàu Jean nhưng được Công chúa Emerana tha mạng khi họ quyết định giúp cô tìm kiếm Khiên chắn Baraj. Trên đường đi, họ đã gặp và kết bạn với một số băng nhóm hướng dẫn họ tới Khiên chắn Baraj và giúp ngăn chặn quân đội của Đế chế Thiên hà Belial.
Khi đến bức tượng của Ultraman Noa, Nao đã cố gắng gắn lạimột mảnh vỡ mà anh ta đã bảo vệ nhưng bức tượng bỗng vỡ vụn. Đội quân của Belial đến gần và Hành tinh Gương tan vỡ, Run đã cứu Nao và Emerana với cái giá là bị bắt và tách Ultra Zero Eye của anh ta ra. Quân tiếp viện đã đến và Mirror Knight đã cứu Run khỏi Belial, cho phép anh lấy lại Ultra Zero Eye và biến thành Zero. Cả hai kẻ thù đã tuyên thệ chiến đấu một lần nữa nhưng Belial đã sử dụng tất cả các viên ngọc lục bảo mà ông đánh cắp để biến thành Arch Belial. Bất chấp các lực lượng kháng cự cũng giúp đỡ, Zero đã chết vì cạn kiệt năng lượng trong khi cố gắng bảo vệ Hành tinh Esmeralda khỏi Arch Belial cho đến khi hy vọng về sự kháng cự của Đế chế Thiên hà Belial mang đến tinh thần Ultraman Noa, cho phép anh ta hồi sinh Zero và cấp cho anh ta hình dạng thực sự của Shield of Baraj: Ultimate Aegis. Zero sử dụng dạng Ultimate Zero và tiêu diệt Belial bằng Final Ultimate Zero. Sau trận chiến, anh đã chữa lành vết thương của Run và rời đi để tạo thành Ultimate Force Zero cùng với những anh hùng khổng lồ mà anh gặp trước đó.

#### Saga Ultraman
Zero vẫn tiếp tục với nhiệm vụ quét sạch tàn quân của Belial và tại thời điểm đó, anh được Shin Asuka / Ultraman Dyna gọi vào một hành tinh Trái đất khác, cảm nhận được mối đe dọa mới dưới dạng Alien Bat. Ở thế giới đó, anh phát hiện ra rằng sự sống trên Trái đất đã biến mất một cách bí ẩn và hợp nhất với một thành viên Super GUTS có tên là Nozomu Taiga. Bản thân Taiga có một sự căm ghét đối với Ultraman do quá khứ của anh ta, điều này giải thích việc anh ta miễn cưỡng sử dụng sức mạnh của Zero. Zero  là người thẳng thắn  và vì sự thiếu hợp tác của họ, Zero không có khả năng triệu tập toàn bộ sức mạnh của mình, chỉ xuất hiện dưới dạng 5   m phiên bản cao của mình trong lần chuyển đổi đầu tiên của họ. Khi biết về quá khứ của Taiga và người sau quyết định vượt qua nó, hai người cuối cùng đã giải quyết được sự khác biệt của họ và cuối cùng có thể thực hiện một cuộc biến đổi thành công, hợp lực với Ultraman Cosmos để đối mặt với Gigant Hyper Zetton và giải cứu Ultraman Dyna.
Mặc dù ba chiến binh Ultra đã tìm cách tiêu diệt Gigant Zetton, Alien Bat đã thực hiện bước cuối cùng bằng cách đồng hóa con tàu của mình vào xác chết của Zetton và tạo thành Imago Hyper Zetton. Con quái vật là quá nhiều để các chiến binh Ultra xử lý và con quái vật nhanh chóng đánh bại họ. Trong khi Dyna và Cosmos bị buộc phải trở lại vật chủ của con người, thì thay vào đó, Zero lại chết một lần nữa, nhưng ba vật chủ Ultra đã xoay xở để hợp nhất thành Ultraman Saga và tiêu diệt quái vật. Sau đó, Zero tách khỏi Taiga và rời khỏi vũ trụ.
Trong tạp chí Ultraman Saga Super Complete Works, Zero được nhắc đến là đã đến thăm Trái đất thay thế một lần nữa, với Anna của Đội U đã viết bài đến nhật ký của cô.

#### Ultra Zero Fight
Sau khi tách khỏi Ultraman Saga, Zero có được khả năng của Ultraman Dyna và Cosmos, cho phép anh biến thành Strong-Corona Zero và Luna-Miracle Zero. Zero đã đến Monster Graveyard để huấn luyện và tự hỏi về mục đích có được sức mạnh như vậy. Vào thời điểm đó, anh phải đối mặt với việc chống lại Alien Bat Glacier và đội quân quái vật hồi sinh của anh. Zero đã sử dụng sức mạnh mới của mình để loại bỏ quái vật trước khi đối mặt với chính người ngoài hành tinh, giờ đã hấp thụ linh hồn của quái vật bị đánh bại. Trong trận chiến sau đó, Glacier đã sử dụng liên kết cuộc sống của mình với Pigmon như một lợi thế, buộc Zero phải đầu hàng cho đến khi sự trấn an của Pigmon cho anh ý chí tiếp tục chiến đấu, tách mình thành hai cơ thể. Sử dụng Strong-Corona Zero, anh ta đã đánh bại Glacier và với Luna-Miracle Zero có thể thanh lọc tinh thần của những con quái vật không ngừng nghỉ và cứu mạng Pigmon. Cuối cùng, Zero cuối cùng cũng tìm thấy mục đích sức mạnh của mình trước khi trở về với đồng đội của mình. 

Shining Zero (ở trên) và Zero Darkness (bên dưới), hai trong số các hình thức độc quyền của miniseries.

Trong phần hai, Zero đối đầu với Darkness Five do một kẻ bí ẩn lãnh đạo. Ultimate Force Zero đã đánh bại phần lớn các thành viên của họ trong khi Zero đối mặt với Alien Mefilas Sly để giải cứu Pigmon. Sau đó, anh phải đối mặt với Armored Darkness, người được tiết lộ là kẻ thù được cho là đã chết của anh, Ultraman Belial. Cả hai đã chiến đấu trong một trận đấu nảy lửa nhưng khi Zero đâm Belial bằng thanh kiếm của mình, Belial nhanh chóng kiểm soát và biến Zero thành Zero Darkness (ゼ ロ ダ Zero Dākunesu?), Sử dụng sức mạnh của mình để ám sát phần còn lại của Ultimate Force Zero. Ultraman Zero thực sự bất lực bên trong cơ thể của chính mình, khiến Belial kiểm soát cơ thể của mình và dẫn dắt Darkness Five trong cuộc chinh phạt của chúng. Pigmon đã cố gắng ngăn chặn chúng, cuộc tấn công của anh ta đã dừng lại một cách bí ẩn. Tinh thần của Zero đã ngăn Belial tấn công hoặc tiến xa hơn. Trong tâm trí của Zero đã chiến đấu với Belial và trở thành Shining Zero. Khi Belial bị trục xuất, Shining Zero đã lấy lại quyền kiểm soát cơ thể của mình và đảo ngược dòng thời gian trong khu vực ngay lập tức để hoàn tác những thiệt hại do Belial gây ra và hồi sinh Ultimate Force Zero. Hành động này đã làm anh kiệt sức và không thể nhớ lại các sự cố trước đó, nhưng cuối cùng, các đồng đội của anh đã trở về nhà sau khi họ cố gắng chọn một tên mới cho Pigmon.
Trong phần kết, có tiết lộ rằng Zero vô tình hồi sinh Belial và Jathar khỏi cái chết của họ, sau đó là lần giết đầu tiên của anh ta trong phần thứ hai của loạt phim với hy vọng khôi phục lại Ultimate Force Zero từ sự hóa đá của họ.

#### Lịch sử tiếp theo trong Kỷ nguyên khủng hoảng vũ trụ
- Ultra Galaxy Legend Side Story: Ultraman Zero vs Darklops Zero (2010): Sau sự kiện của Ultra Galaxy Legends, Zero đã hợp tác với một phiên bản vũ trụ thay thế của phi hành đoàn ZAP Spacy để chiến đấu chống lại Alien Salome và đội quân Ultra Brothers giả của họ.[20][21] Nhiều tuần trôi qua, khi phiên bản vũ trụ chính của ZAP Spacy xuất hiện, Zero bảo vệ họ trước Mecha Gomora trước khi chiến đấu với Darklops Zero, một robot được chế tạo sau anh.[22] Zero bị trục xuất vào một kích thước bỏ túi bởi robot nói và thoát khỏi nó với sự giúp đỡ của chủ nhân Ultraman Leo, trở lại đúng lúc để hỗ trợ Gomora trong một cuộc đấu tay đôi với những kẻ phá hoại cơ học của họ.[23][24] Với việc Zero chiến thắng, Darklops tự hủy hoại bản thân, khiến anh phải giải cứu các thành viên ZAP Spacy
- Ultraman Zero Side Story: Killer the Beatstar (2011): Một năm sau sự kiện Revenge of Belial, Ultimate Force Zero đã đột nhập vào Beatstar Celestial Sphere để giải cứu cả Jean-bot và Emerana bị bắt cóc. Một tuần sau, họ đã tìm cách vào được quả cầu và cứu các thành viên ZAP Spacy Rei và Hyuga, cũng như chính Emerana. Zero, Mirror Knight và Glen Fire chiến đấu chống lại các bản sao của Vua Joe, Inpelaizer và Ace Killer trước khi tham gia vào cuộc chiến chống lại Jean-killer, robot mới nhất của Beatstar theo chủ đề Jean-bot. Sau khi Jean-bot hồi phục sau khi bị tẩy não, anh và Emerana đã thuyết phục Jean-killer tự cứu mình, cho phép anh tham gia nhóm để chiến đấu chống lại chính người tạo ra mình. Cuối cùng, Jean-killer được chấp nhận vào Ultimate Force Zero với tên Jean-chín.
- Ultraman Saga: Zero và Ultra Brothers bật ra! Trận chiến dữ dội! (2012): Mở đầu cho các sự kiện của Ultraman Saga, Zero chiến đấu với Zetton cho đến khi con quái vật bị Alien Bat loại bỏ, người đã thay thế nó bằng một Birdon hồi sinh. Khi hết năng lượng do Anti Ultra Field của Bat, Zoffy xuất hiện và trao cho Zero the Ultra Converter, bổ sung năng lượng cho anh ta và để hai người kết thúc Birdon cùng nhau. Zoffy sớm thông báo cho Zero rằng Alien Bat đang lên kế hoạch tạo ra vũ khí quái vật, với Birdon trước đó chỉ đơn giản là một trong những quái vật được hồi sinh của anh ta và do đó thiết lập chuyển động của sự kiện phim nói trên.[25]

Ultraman Zero giữ Ultraman Retsuden.

- Ultraman Retsuden / Shin Ultraman Retsuden (2011 2015): Ultraman Zero là nhân vật chính của bộ truyện, và thường hướng dẫn người xem chi tiết đầy đủ về từng trận chiến trong quá khứ của các Chiến binh Ultra. Tương tự như vai diễn trong Ultraman Saga, anh cũng có xu hướng hành động tương tự một người đàn ông thẳng thắn nhưng khi anh vắng mặt trong chương trình, anh sẽ được thay thế bởi những người điều hướng khác như Zoffy, Musashi Haruno, Shin Asuka và những người khác. Zero tiếp tục vai trò này trong loạt phim thành công, Shin Ultraman Retsuden mặc dù cũng có những người dẫn chương trình khác như các nhân vật của loạt phim thành công (ví dụ Ultraman Ginga, Ultraman Taro và Ultraman X). Trong tập cuối của loạt phim nói trên (tập 155), anh được chọn là một trong ba người điều hướng, với hai người còn lại là Ultraman Ginga và Ultraman X, mà loạt phim đã ra mắt trong cùng một khối Shin Ultraman Retsuden được phát sóng.

### Thời đại Ultraman thế hệ mới

#### Xuất hiện trong kỷ nguyên Ultraman thế hệ mới
- Ultraman Ginga S The Movie (2015): Khi biết sứ mệnh của Etelgar để giam cầm Heisei Ultras, Zero đã săn lùng anh ta trong nhiều vũ trụ và chiều khác nhau cho đến khi anh ta đi qua Hikaru và Sho, đến sau Etelgar. Với Etelgar được chứng minh là mạnh hơn Ginga và Victory, và thậm chí có thể chịu được Final Ultimate Zero, anh ta đã huấn luyện bộ đôi Ultra Hosts và đưa cho họ Ultra Fusion Brace sau khi quá trình đào tạo của họ được công nhận. Bên cạnh các Ultras Heisei trước đó, Zero đã đóng góp cho người hoàn thiện chữ ký của mình, Wide Zero Shot, cho Ultra Fusion Brace của Hikaru để hoàn thành Ultraman Ginga Victory.[26] Trong khi cả nhóm tìm đường đến tòa tháp của Etelgar, anh buộc phải bỏ lại phía sau để chiến đấu chống lại sự bắt chước của Ultraman Belial. Zero đã chiến đấu với Belial bằng tất cả các hình thức của mình và chấm dứt doppelganger thông qua Shining Zero. Anh ta đã tham gia cùng các Chiến binh Ultra khác để phá hủy lâu đài của Etelgar trước khi tập hợp lại và rời đi.[27] Ông được đề cập một thời gian ngắn trong Ultra Victory Fight bởi Ultraman Leo khi ông lần đầu tiên gặp Ultraman Ginga và Victory.
- Ultraman X (2015): Zero đã theo dõi một trong những Space Garrisons' (宇宙警備隊 Uchū Keibitai?)  tội phạm truy nã gắt gao nhất, Bandero ở nhiều không gian khác nhau và đến Trái đất khi anh ta cố gắng đánh cắp Spark Doll. Khi Rui vô tình được đưa đến Planet Guillermo, Zero đã tiến hành chiến dịch giải cứu và tham gia cùng với X, cả hai đã đánh bại cả Bandero và Black King. Anh ta đã được đề cập đến trong tập 13 bởi Sho / Ultraman Victory về cuộc gặp gỡ của anh ta mặc dù rất mất tinh thần, Ultraman X không phải là điều anh ta mong đợi do người chủ của mình (Daichi) cho đến khi Sho huấn luyện cậu bé thành kiếm.[28] Việc sử dụng Chế độ thay đổi chế độ của anh trong tập 5 là một bổ sung muộn của Koichi Sakamoto sau khi thấy Ultraman X sử dụng Ultraman Zero Armor, cũng như trang phục ban đầu vẫn còn tốt.[29] Trong khi đó, những lời thoại của anh trong bộ truyện được Nakano viết từ diễn xuất của Akira Kobayashi trong loạt phim Senpūji.[30]
- Ultraman X The Movie (2016): Thẻ điện tử của Ultraman Zero được Guruman tạo ra sau đó cùng với các Chiến binh Ultra khác mà các thành viên X và Xio đã gặp trước đó. Các thẻ Ultramen cộng hưởng với hy vọng của mọi người và đưa họ chiến đấu chống lại Tsurugi Demaaga đang hoành hành trên toàn thế giới. Zero đã chiến đấu chống lại một người ở Thượng Hải, Trung Quốc và giống như phần còn lại của các Chiến binh Siêu phàm, anh ta được tăng thêm sức mạnh để tiêu diệt lũ quái vật. Các chiến binh Ultra đã tập hợp lại và Zero nhận xét về cách cả X và Daichi trở nên mạnh mẽ hơn lần cuối họ gặp nhau. Trong khi rời khỏi Trái đất, anh đã dừng chân lần cuối cùng với Rui, khiến cô rất thích thú.
- Ultraman Orb (2016): Ultraman Zero được nhắc đến là người phong ấn Maga-Pandon trước khi Jugglus phát hành King Demon Beast. Sau khi bị đánh bại, Thẻ Ultra Fusion của Zero đã được mua lại bởi Gai, người đã sử dụng nó cùng với thẻ của Ultraman Jack để biến thành Ultraman Orb Hurricane Slash.[31] Trong tập cuối của bộ truyện, Zero và các thẻ Ultra Fusion khác trong sở hữu của Gai biến thành những dự đoán vật lý của chính họ để hỗ trợ Ultraman Orb tung đòn kết liễu vào Magata no Orochi trong khi Juggler giữ con quái vật đủ lâu để lộ ra điểm yếu của nó.
- Ultraman Zero: The Chronicle (2017):[32] Zero tái khẳng định vai trò là hoa tiêu của loạt tiểu sử này.
- Ultraman Orb The Movie (2017):[33][34] Vào đầu bộ phim, Zero đã đến trợ giúp của Orb trong việc đánh bại Murunau Galactron trên Hawaii và báo cáo về một sự cố kỳ lạ trước khi rời đi. Anh ta trở lại tại hiện trường tín dụng, nơi anh ta tìm sự giúp đỡ của Gai trong việc hỗ trợ Ultraman X chiến đấu chống lại Desastro.
- Ultra Fight Orb (2017):[35] Theo lệnh của Space Garrison, Zero được gửi đến để điều tra bóng tối của Hành tinh Yomi cho đến khi Juda Specter và Mecha Gomora chiến đấu với anh ta. Anh được Ultraman Orb hỗ trợ sau khi cảm nhận được bóng tối tương tự và cả hai được dẫn đến Reibatos. Khi quỹ đạo không bắt được anh ta, Zero và Seven đã huấn luyện anh ta trong Shining Field (シャイニングフィールド Shainingu Fīrudo?)  trong 10 năm. Khi quá trình huấn luyện của Orb kết thúc, Thẻ Ultra Fusion của Zero đã được sử dụng cùng với thẻ của Seven thành Emerium Slugger và ba người họ lao về phía Monster Graveyard để chiến đấu với Tyrant trước khi anh ta đưa Orb để ngăn chặn Reibatos. Sau trận chiến, Zero là nhân chứng duy nhất cho sự biến mất đột ngột của Giga Battle Nizer của Reibatos nhưng chọn giữ nó cho riêng mình.
- Ultraman Geed (2017): Xem bên dưới
- Ultraman Geed the Movie (2018): Xem bên dưới
- Ultraman R / B (2018): Crystal R / B tương ứng của Zero thuộc quyền sở hữu của Kumashiro Matsuo, huấn luyện viên đội bóng chày White Bears cho đến khi ông giao nó cho Katsumi cùng với các viên pha lê của Seven và X. Sức mạnh của anh ta cho phép Rosso thực hiện Zero Twin Choper thông qua R / B Slugger Rosso của anh ta.
- Ultra Galaxy Fight: Anh hùng thế hệ mới (2019):

#### Ultraman Geed
Ultraman Zero xuất hiện trong sê-ri này với tư cách là nhân vật phụ. Zero đã có mặt trong trận chiến giữa Belial và Ultra Warriors, nhưng đã bị đánh bại, cho phép Belial khởi xướng Crisis Impact dẫn đến việc Ultraman King hy sinh thân mình để bảo vệ Vũ trụ.
Sáu năm sau, anh được gửi đến Trái đất để lấy lại Ultra Capsules nhưng Ultimate Bracelet của anh bị hư hại từ trận chiến trước đó. Anh ta đã kết nối với một nhân viên văn phòng tên là Leito Igaguri để hồi phục và quan sát Ultraman Geed trong khi cứu mạng người này. Sau khi hy sinh mạng sống của mình để bảo vệ Leito, Riku / Geed và một số người khác bị Kei giam giữ, Zero đã được hồi sinh thông qua ý chí của con người và nhận được khả năng biến thành Ultraman Zero Beyond sau khi Hikari giao một bộ Riser và Ultra Capsules. Ngôi sao nhỏ tương ứng của ông đã tổ chức cho con gái của Leito là Mayu, người có khả năng dịch chuyển tức thời cho đến khi lời cầu nguyện của cô cho Geed cho phép Riku thu hoạch nó dưới dạng Zero Capsule (ゼロカプセル Zero Kapuseru). Zero chủ yếu hỗ trợ cho Geed trong các trận chiến chống lại Belial, Ultraman Zero rời khỏi cơ thể của Leito sau khi Belial đánh bại để anh ta có thể trở lại Planet Ultra với Vòng đeo tay tối thượng đã được sửa chữa của mình.

## Hồ sơ
Số liệu thống kê dưới đây của Ultraman Zero chưa bao giờ được đề cập trong các lần xuất hiện trong phim của anh ấy, nhưng được đưa lên các tạp chí và trang web chính thức.
- Chiều cao: ~ 49   m [1] [8] [38] (55   m khi tính cả đỉnh của Ultimate Aegis,[13] 5   m khi bị thu hẹp trong Ultraman Saga [39])
- Trọng lượng: 35.000 t [1][2][3] (45.000 t như Techtor Gear Zero / Hatred,[2] 55.000 t với Ultimate Zero [13][14])
- Tốc độ bay: Mach 7 [1]
- Tuổi: 5.900 tuổi (Tuổi tương đương với 18 ~ 20 tuổi của con người.) [40]
- Nơi sinh: Tinh vân M78, Vùng đất ánh sáng [1]
- Năm ra mắt: 2009
- Xuất hiện lần đầu: Mega Monster Battle: Ultra Galaxy (2009)
- Cơ cấu gia đình: 
  - Cha: Ultraseven [1]
  - Mẹ: Được tuyên bố là một nhà khoa học xuất sắc trong Department of Space Science and Technology (宇宙科学技術局 Uchū Kagaku Gijutsu-kyoku?) Vùng ánh sáng, mặc dù các chi tiết khác liên quan đến cô vẫn chưa được tiết lộ.[41]

### Miêu tả
Trang web chính thức của Tsuburaya Productions đã tuyên bố: "[Ultraman Zero] Cha anh ta là Ultraseven, được dạy bởi anh chị em Ultraman Leo / Astra, đuổi theo Belial tà ác vào một không gian khác, nhận được Vòng đeo tay tối thượng và cuối cùng đánh bại Đế chế Thiên hà Belial. Fire, Mirror Knight, Jean-bot và Jean-chín, họ tạo thành Ultimate Force Zero. " 

### Biến hình
Những người liên kết với Zero biến đổi thông qua việc sử dụng Ultra Zero Eye (ル ト ラ ゼ Urutora Zero Ai?), Dựa trên Ultra Eye của Ultraseven. Trong cảnh biến hình, một khi họ tặng nó, dải ruy băng ánh sáng và Zero Sluggers xuất hiện với cơ thể của Zero hiện ra trên vật chủ của con người trước khi Zero Sluggers bám vào và xuất hiện trong thế giới con người. Khi không sử dụng, Ultra Zero Eye được lưu trữ trong Ultra Zero Bracelet (nay là Ultimate Bracelet) và cũng có thể được sử dụng theo cách tương tự như một khẩu súng lục khi cần. Phần bên trái của chữ ký của Google được đắp nổi.
- Ultra Zero Eye NEO (ウルトラゼロアイNEO Urutora Zero Ai Neo?):[37][42] Một phiên bản nâng cấp của Ultra Zero Eye, đóng vai trò là thiết bị biến hình của Leito. Leito biến đổi bằng cách tặng Zero Eye và nhấn nút trên goggle bên phải, khiến Zero xuất hiện theo cách tương tự như các chiến binh Ultra thông thường. Bằng cách gắn nó vào Riser, nó đã cung cấp năng lượng cho thiết bị sauZero Mode (ゼロモード Zero Mōdo?).
- Riser (ライザー Raizā?): tương tự với Geed Riser (ジードライザー Jīdo Raizā?) được sử dụng bởi  Riku và Kei, nó đã được chuyển giao bởi Ultraman Hikari cùng với một loạt New Generation Capsules. Leito lần đầu tiên đính kèm Ultra Zero Eye NEO với Riser và quét một cặp Ultra Capsules (ウルトラカプセル Urutora Kapuseru?), New Generation Capsule Alpha (ニュージェネレーションカプセルα Nyū Jenerēshon Kapuseru Arufa?, Ginga and Orb) và New Generation Capsule Beta (ニュージェネレーションカプセルβ Nyū Jenerēshon Kapuseru Bēta?, Victory and X) để trở thành Neo Fusion Rise (ネオ・フュージョンライズ Neo Fyūjon Raizu?) và biến hình dưới dạng Ultraman Zero Beyond.[43] Tương đồng với Riku's Geed Riser, Ultra Capsule được chế tạo bởi Nobuyuki Hiyama (檜山 修之 Hiyama Nobuyuki?).[44]

### Năng lực và vũ khí
- Beam Lamp (ビームランプ Bīmu Ranpu?): Một ánh sáng nhỏ nằm trên trán anh, chủ yếu có chức năng phóng Emerium Slash (エメリウムスラッシュ Emeriumu Surasshu?).[2][3][14] Đó là một trong những đặc điểm được thừa hưởng từ cha mình.
- Protector (プロテクター Purotekutā?): Áo giáp bạc trên ngực và vai của Zero có chức năng như các tấm pin mặt trời, cho phép anh ta chiến đấu trong một thời gian dài hơn. So với cha mình, Zero sở hữu Bộ đếm thời gian màu (カ ラ ー タ イ Karā Taimā?) cho phép anh ta thực hiện Zero Twin Shoot (ゼロツインシュート Zero Tsuin Shūto?).[2][3][14]
- Zero Sluggers (ゼロスラッガー Zero Suraggā?):[2][3][14] Hai con dao boomerang trên đầu, chúng tương tự như Slugger của Ultraseven. Chúng có thể được kết hợp thành nhiều cấu hình, chẳng hạn như Zero Twin Sword (ゼ ロ ツ イ ド Zero Tsuin Sōdo?), Mà tạo ra bằng cách chạm vào sức mạnh của Plasma Spark và tổ hợp Zero (ン ビ ネ ーNgười chậm chạp. Trong Ultraman Saga Zero & Ultra Brothers Pop Out, Zero Twin Sword vẫn có thể được sử dụng làm boomerang trong khi đòn tấn công của nó được tăng cường bởi M87 Ray của Zoffy.
- Ultra Zero Bracelet (ウルトラゼロブレスレット Urutora Zero Buresuretto?):[13] Một chiếc vòng tay mà Seven đã trao cho Zero, cho phép anh ta biến đổi ba lần trong một vũ trụ thay thế. Sau khi nhận được Ultimate Aegis từ Ultraman Noa, chiếc vòng tay đã được nâng cấp thành Ultimate Bracelet (ウ ル テ ィ メ イ ト Urutimeito Buresuretto?), Giờ đây cho phép anh ta hoạt động không ngừng trong bất kỳ vũ trụ thay thế nào. Theo đạo diễn Yuichi Abe, Ultimate Bracelet không chỉ là sức mạnh của Nô-ê, mà còn chứa ánh sáng của trái tim mọi người từ mọi vũ trụ, do đó biến nó thành vật phẩm mạnh nhất tồn tại. Kể từ Ultraman Geed, thiết bị đã bị hỏng do trận chiến trong quá khứ của Zero với Belial và sự suy giảm sức mạnh hiện tại của anh ta. Đúng như tương tự với Ultra Bracelet của Ultraman Jack, chiếc vòng cũng có thể biến thành vũ khí như:
  - Ultra Zero Spark (ウルトラゼロスパーク Urutora Zero Supāku?)[13]
  - Ultra Zero Lance (ウルトラゼロランス Urutora Zero Ransu?)[13][14]
  - Ultra Zero Defender (ウルトラゼロディフェンダー Urutora Zero Difendā?)
- Ultra Converter (ウルトラコンバーター Urutora Konbātā?): Sau khi bị suy yếu trong Anti Ultra Field của Alien Bat, Zero đã được Zoffy tặng cho Ultra Converter để nạp lại năng lượng cho phép họ kết liễu Birdon.

### Forms, sức mạnh và khả năng
Được đào tạo bởi Ultraman Leo, Zero sử dụng Judo và Space Kenpō (宇宙拳法 Uchū Kenpō)   trong chiến đấu. Anh ta cũng có khả năng thích ứng các kỹ năng chiến đấu của đối thủ với chính mình như sao chép cuộc tấn công piledriver của Glen Fire (Glen Driver) vào Zero Driver (ゼロドライバー Zero Doraibā). Người hoàn thành của anh ta là Wide Zero Shot (ワイドゼロショット Waido Zero Shotto), được thực hiện trong tư thế chiến đấu trước chủ nhân của anh ta trước khi chuyển sang đòn tấn công theo kiểu "L" được sử dụng bởi Ultraseven. Cú đá bay của anh ấy, Ultra Zero Kick (ウルトラゼロキック Urutora Zero Kikku)  được học từ Leo Kick của chủ nhân (Leo) và cùng với người sau, cả hai đều có khả năng thực hiện các đòn tấn công kết hợp như Leo Zero Kick (レオゼロキック Reo Zero Kikku)  và Leo-Zero Double Flasher (レオゼロダブルフラッシャー Reo Zero Daburu Furasshā), thay thế vị trí của Astra trong cả hai cuộc tấn công.  
Ngoài ra, anh ta cũng có các forms sau:
- Techtor Gear Zero (テクターギア・ゼロ Tekutā Gia Zero?):[2] Trong thời gian bị trục xuất và huấn luyện bởi Ultraman Leo, anh buộc phải mặc áo giáp Techtor Gear (テ ク タ ー Tekutā Gia?) Làm hạn chế sức mạnh và hiệu suất của anh. Cuối cùng, sau khi sự cứu chuộc của anh được Ultraman King thừa nhận, anh đã được giải thoát khỏi chính bộ giáp. Trong khi đối mặt với Alien Bat Glacier, anh ta bị giam cầm trong một biến thể màu rỉ sét của Techtor Gear có tên là Techtor Gear Hatred (ク タ ー ヘ ト リ ッ ド Tekutā Gia Heitoriddo?). Trong khi Zero có thể dễ dàng thích nghi với bộ giáp này, thủy triều đã chuyển sang ủng hộ Glacier khi anh kích hoạt một chức năng ẩn giúp kiềm chế Zero bằng các cú sốc điện. Cuối cùng, anh ta đã có thể trốn thoát qua Chế độ Strong-Corona.
- Zero Slugger Gear (ゼロスラッガーギア Zero Suraggā Gia?):[13] Xuất hiện trong Ultraman Festival 2010, đây là những vũ khí được Zero sử dụng khi Zero Sluggers của anh biến thành một bộ áo giáp. Zero tách thành ba, với hai bản sao được mặc áo giáp khác nhau tương ứng. Chúng được thiết kế bởi trẻ em như là một phần của Cuộc thi thiết kế áo giáp tăng sức mạnh mới (新 強化 ア ー デ ザ イ ン ト), và đại diện cho các tạp chí khác nhau:
  - Super Form (スーパーフォーム Sūpā Fōmu?): Đại diện cho người chiến thắng trong Televi-kun, Super Form xuất hiện dưới dạng một bộ giáp màu xanh được biến đổi từ sức mạnh của ánh sáng thiêng liêng. Nó mang đến cho Zero phong cách chiến đấu bóng bẩy hơn, cho phép anh ta di chuyển với tốc độ lớn trong khi sử dụng lưỡi kiếm nhô lên trên cánh tay làm vũ khí. Thông qua biểu tượng ngôi sao khổng lồ trên ngực, Zero có thể thực hiện Emerium Star Beam (メ リ ウ ム ス タ ー Emeriumu Sutā Bīmu?).[13]
- Keeper Form (キ ー パ ー フ ォ ー Kīpā Fōmu?): Đại diện cho người chiến thắng trên Tạp chí Televi, Keeper Form xuất hiện như một bộ giáp bạc giúp anh ta tăng cường sức mạnh vũ phu. Vũ khí chính của Zero là một lá chắn trên cánh tay trái và Blade Reflection (リ フ レ ク ン ド Rifurekushon Burēdo?) Bên phải anh ta cho phép anh ta hấp thụ đòn tấn công sắp tới và trả lại cho chủ nhân của chúng. Ultimate Zero (ル テ ィ ト Urutimeito Zero?): Một hình thức mà Zero đưa Ultimate Aegis (ル テ ィ メ イ ト イ Urutimeito Ījisu? Bộ giáp này mang lại cho anh ta Thanh kiếm không tối thượng (ウ ル テ ut ut ut ut ut ut ut ut ut ut ut ut ut ut ut Zero?), Hoặc một biến thể mạnh hơn, Final Ultimate Zero Trinity (フ ァ イ ナ ain Fainaru Urutimeito Zero Toriniti? Hình dạng thực sự của Ultimate Aegis là Shield of Baradhi (バ ラ ー ジ Barāji no Tate?), Được tìm kiếm bởi sự kháng cự của Đế chế Thiên hà Belial để đánh bại anh ta, và sau đó được Ultraman Noa ban tặng cho Zero. Mặc dù rất mạnh, nhưng một khi được sử dụng để vận chuyển xuyên vũ trụ, bộ giáp cần phải được sạc lại trước khi được sử dụng lại. Một số đối thủ dường như có sức đề kháng tự nhiên đối với cuộc tấn công như Etelgar, người có thể sống sót sau cuộc tấn công mặc dù có chiếc khăn và mặt nạ bị đốt cháy trong quá trình này. Dữ liệu của Ultimate Aegis được sao chép bởi Tiến sĩ Guruman trong Ultraman X cho nhân vật chính hiệu đảm nhận Ultraman Zero Armor.
- Thay đổi chế độ (モ ー ō Mōdo Chenji?): Đây là những hình thức thay thế đạt được sau khi kết hợp của Zero với Dyna và Cosmos để tạo thành Ultraman Saga. Strong-Corona Zero (ス ト ロ コ Sutorongu Korona Zero?): Dạng thay thế màu đỏ của Zero, hoạt động tương tự như Kiểu mạnh của Dyna và Chế độ Corona của vũ trụ. Nó cho phép Zero sử dụng sức mạnh vũ phu và khởi tạo Siêu bão (ウ ル ト ラ Urutora Harikēn?) Trước khi sử dụng Garter Buster (ル ネ バ ス Garune Là một tác dụng phụ của sự biến đổi, Zero nói với giọng điệu thú vị. Luna-Miracle Zero (ル ナ ミ ク Runa Mirakuru Zero?): Dạng thay thế màu xanh của Zero, phục vụ tương tự như Loại thần kỳ của Dyna và Chế độ Luna của Cosmos. Nó cho phép Zero sử dụng tốc độ và khả năng tinh thần và sử dụng Mirugg Zero Slugger (ミ ラ ク ル ロ ス ッ ー Mirakuru Zero Suraggā?) Làm đòn kết liễu. Là một tác dụng phụ của sự biến đổi, Zero nói một cách đơn điệu bình tĩnh. Vì hình thức này mang một số đặc điểm của Chế độ Luna của Cosmos, nên Zero có khả năng sử dụng Sóng Trăng Tròn (フ ル ム ー ン ブ Furu Mūn Wēbu?), Một tia không gây chết người có thể làm dịu quái vật.
- Shining Ultraman Zero (シ ャ イ ン グ ウ aining aining aining aining Shainedu Urutoraman Zero?): "Hình thức cuối cùng" của Zero, có được khi anh ta trục xuất Belial khỏi cơ thể mình. Tại đây, cơ thể của Zero mang vàng và bạc và sở hữu Lõi năng lượng sáng (シ ャ イ aining Shainedu Enajī Koa?) Thay cho Bộ đếm thời gian màu của mình. Đòn tấn công chính của anh ta là Shining Emerium Slash (シ ャ イ ニ ン aining aining Shainedu Emeriumu Surasshu?) Là phiên bản nâng cao của đòn tấn công thông thường của anh ta. Tuy nhiên, khả năng mạnh nhất được biết đến của anh ta là Shining Star Drive (シ ャ イ ニ ン aining aining aining aining aining aining aining aining Trong trò chơi PlayStation Portable Ultraman All Star Chronicle, anh đã trình diễn một cuộc tấn công có tên Shining Wide Zero Shot (ャ イ ニ グ aining aining Shainedu Waido Zero Shotto?). Crossover Formation (ク ロ ス オ バ Kurosu bā Fōmēshon?): Tăng sức mạnh nhất thời giống hệt với Traman Tiga của Long Tiga. Xuất hiện trong Ginga S The Movie, hình thức này được sử dụng bởi tất cả Heisei Ultras để trao quyền cho người hoàn thành của họ và phá hủy lâu đài của Etelgar. Ultraman Zero Beyond (ウ ル ト ラ マ ン ゼ ロ ut Urutoraman Zero Biyondo?): Một hình thức xuất hiện trong Ultraman Geed đạt được bằng cách sử dụng Riser ở chế độ Zero. Nó có tính năng anh ta sử dụng tài sản của Ultramen Ginga, Victory, X và Orb. Thông qua hình thức này, Zero có khả năng tung ra bốn Quattro Sluggers (ク ア ト ロ ス ッ Kuatoro Suraggā?) Và thực hiện các đòn đấm / đá cotinuity. Những người kết thúc của anh là hợp xướng Bulky (ル ル キ ー コ ー ī Barukī Kōrasu?) Và Wide Beyond Shot (イ ド ビ ヨ ン ド シ aido Waido Biyondo Shotto?).

### Ultra Warriors with Zero's powers
Danh sách dưới đây đề cập đến những Ultras sau này sở hữu một bản sao hoặc thừa hưởng sức mạnh của họ từ Ultraman Zero.
- Chiến thắng Ultraman Ginga
- Ultraman X Ultraman Zero Armor [a]
- Quả cầu Ultraman 
  - Chém bão (với Ultraman Jack)
  - Emerium Slugger (với Ultraseven)
  - Leo Zero Knuckle (với Ultraman Leo)
- Ultraman 
  - Magnificent (với Cha của Ultra)
  - Shining Myst (với Ultraman)
  - Mugen Crosser (với Ultraman Tiga)

## Vật chủ

### Run
Run (ラン Ran) là một nhân vật chính trong Ultraman Zero: The Revenge of Belial.
Cùng với em trai Nao, cả hai đều mồ côi và sống với bà ngoại, làm cảnh sát tại một khu khai thác của hành tinh quê nhà Anu. Một ngày nọ, khi Darklops của Belial tấn công khu khai thác, Zero đã liên kết với Run để cứu mạng chàng trai trẻ, nhưng biết rằng anh ta đang kiểm soát cơ thể của Run, vì bản gốc bị hôn mê. Sau các sự kiện trong phim, một Run được chữa lành hoàn toàn đã được tách ra khỏi Zero và không có hồi ức về những khoảnh khắc mà Zero sở hữu anh ta, khiến Nao mất tinh thần.

Run được đóng bởi Yu Koyanagi (小柳 友 Koyanagi Yū), phiên bản trẻ được đóng bởi Kaito Nitta (新田 海統 Nitta Kaito).

### Shin Moroboshi
Shin Moroboshi (モロボシ・シン Moroboshi Shin) là một nhân vật độc quyền trên sân khấu xuất hiện trong Ultraman Premier 2011 (ウ ル ト ラ ア 2011 Urutoraman Puremia Nisenjūichi?). Anh ta là người cải trang Ultraman Zero và được miêu tả bởi ba diễn viên khác nhau ở mỗi khu vực:
- Daisuke Watanabe (渡辺大輔 Watanabe Daisuke?): Nagoya [45]
- Mamoru Miyano: Tokyo (cũng là diễn viên lồng tiếng gốc của Zero) [46]
- Naoki Kawano (川野直輝 Kawano Naoki?): Osaka [47][48]

### Nozomu Taiga
Nozomu Taiga (タイガ・ノゾム Taiga Nozomu) là nhân vật chính của Ultraman Saga và là chủ nhà thứ hai của Ultraman Zero. Bắt nguồn từ cùng một vũ trụ nơi Ultraman Tiga và Ultraman Dyna diễn ra, Taiga là thành viên tân binh của Super GUTS sau khi Asuka biến mất. Taiga mang rất nhiều điểm tương đồng với Asuka trẻ tuổi (thậm chí còn được các thành viên cấp cao của Super GUTS gọi là "sự xuất hiện thứ hai của Shin Asuka"), nhưng lại thiếu sự tôn trọng với những người tiền nhiệm, đặc biệt là Ultramen sau khi cha mẹ anh ta bị giết trong một cuộc xâm lược của người ngoài hành tinh trong khi anh ta hét lên Ultraman giúp đỡ nhưng vô ích. Anh ta có vẻ căm ghét cà rốt và trong một sự tương đồng đã nói ở trên, có xu hướng hành động trẻ con với Zero hành động như một người đàn ông thẳng thắn.
Trong lễ kỷ niệm 15 năm hy sinh của Asuka, Taiga đã tham gia vào một trận chiến trên không chống lại một đội quân Sphires còn sót lại, những người đã cố gắng tấn công Thuộc địa Sao Hỏa. Trong cuộc chiến, anh được đưa đến một thế giới khác một cách tình cờ và liên kết chặt chẽ với Zero sau những trải nghiệm cận tử trong việc cứu một cậu bé. Trong khi đối đầu với Zero do lòng căm thù Ultraman, nhưng sau khi biết được sự thật về nguồn gốc của Đội U (đội tấn công Trái đất thay thế), anh quyết định chấp nhận lớp phủ của Ultraman và gạt bỏ sự khác biệt của mình. Sau sự kiện, anh quyết định ở lại Trái đất thay vì trở về thế giới quê nhà, muốn quan sát tương lai của hành tinh.
Nozomu Taiga được DAIGO miêu tả. Khi còn nhỏ, Taiga được Mitsumasa Sato (佐藤 光将 Satō Mitsumasa) miêu tả.

### Leito Igaguri
Leito Igaguri (伊賀栗  レイト Igaguri Reito) là một trong những nhân vật chính của Ultraman Geed. Được miêu tả là một người có ý chí yếu đuối nhưng nghiêm túc, Leito là một người đàn ông trong gia đình với công việc là một nhân viên ở Công ty Tanimaru (谷 丸 事 Kabushikigaisha Tanimaru Shōji?). Bất chấp những khó khăn mà anh phải đối mặt trong cuộc sống, Leito coi gia đình là động lực để làm việc chăm chỉ hơn.
Trong một trong những trận đánh của Geed, Leito đã chết khi bị một chiếc xe tải đâm vào trong khi cố gắng cứu một người giữ Ngôi sao nhỏ tên Toru Honda khỏi bị nghiền nát bởi các mảnh vỡ. Zero, cảm động trước sự dũng cảm của con người và cần một vật chủ hồi phục, sáp nhập vào cơ thể của Leito để khôi phục anh ta trở lại cuộc sống. Mặc dù ban đầu thích xem các trận chiến của Geed từ xa, cơ thể anh thỉnh thoảng bị Zero thiếu kiên nhẫn và buộc phải tham gia và hỗ trợ chiến binh trẻ. Trong cái chết của Zero dưới tay Galactron, Leito ẩn chứa một sự hối hận to lớn vì đã bất lực trong thời gian đó cho đến khi quyết tâm mới của anh cho phép Zero được hồi sinh và có được Riser để sử dụng Ultraman Zero Beyond. Trong khi chiến đấu chống lại Belial Atrocious, những vết thương kéo dài từ Zero được mang về phía Leito, buộc anh phải nhập viện khi Geed tiếp quản và nổi lên chiến thắng. Leito và gia đình đã tiếp cận Zero lần cuối trước khi anh trở về thế giới quê nhà.
Leito Igaguri được đóng bởi Yuta Ozawa (雄 Ozawa Yūta?). Yuta đề cập rằng khi còn nhỏ, anh luôn muốn trở thành Cha của Ultra, nhưng nhân vật của anh biến thành Ultraman Zero. Leito (với tư cách là chủ nhà của Zero) là cha của một gia đình được nhà văn Otsuichi gợi ý, trái ngược với mối quan hệ của Riku Asakura / Ultraman Geed với Belial.

## Trong các phương tiện truyền thông khác

### Trò chơi điện tử
- Dòng anh hùng Compati
  - Ultraman Zero là một trong những nhân vật trong loạt trò chơi crossover Lost Heroes, được thành lập bởi Kamen Rider Series, Gundam và Ultra Series. Tính năng chính của trò chơi cho phép người chơi thực hiện các pha kết thúc đồng đội và chéo với bất kỳ nhân vật nào từ nhượng quyền thương mại khác nhau. Một sự kết hợp đặc biệt là Ultimate Zero và GNT-0000 00 Qan T］ (Setsuna F. Seiei) trong bản cài đặt thứ hai của trò chơi Lost Heroes 2 bằng cách thực hiện GN Ultimate Zero Sword (GNウルティメイトゼロソード Jī Enu Urutimeito Zero Sōdo?), trong đó cả hai rút kiếm và tạo ra một thanh kiếm năng lượng khổng lồ GN Particle / Ultimate Aegis trước khi thả nó về phía kẻ thù. Sau trận chiến, hai người hét lên những câu khẩu hiệu tương ứng. Đội ngũ này khá thú vị, vì cả Ultraman Zero và Setsuna đều có chung một diễn viên lồng tiếng.[51]
- Zero xuất hiện ở cấp độ thứ 14 của trò chơi kinh dị sinh tồn 2017 City Shrouded in Shadow, bước vào giai đoạn hỗ trợ Ultraman và Ultraman Taro giống như Ultraman Belial áp đảo cả hai. Mặc dù bị hạ gục bởi Ultraman tà ác lúc đầu, ba Siêu chiến binh, đến cuối giai đoạn, đánh bại Belial với lực kết hợp của các chùm năng lượng tương ứng.[52]

### Anime

The Ultimate Force Zero gặp Wooser trong tập 1, phần 3 của Cuộc sống tay miệng của Wooser.

- Ultraman Zero và phần còn lại của Ultimate Force Zero đã xuất hiện trong phần thứ ba của Cuộc sống tay miệng của Wooser, Phantasmagoric Arc như một phần của sự hợp tác của Tsuburaya Productions với xưởng phim hoạt hình Sanzigen. Trong tập đầu tiên của phần ba, Wooser đã lái chiếc Mecha Wooser và giành chiến thắng trước một đội quân không gian. Nhưng sau hậu quả của trận chiến, anh ta và mecha của mình bị mắc kẹt trong không gian, cho đến khi anh ta thấy mình trong một ánh sáng rực rỡ, nơi Ultraman Zero (kèm theo Ultimate Force Zero), khuyến khích anh ta và do đó giúp Wooser trở về Trái đất. Zero xuất hiện trở lại như một poster trong phòng của Wooser và một lần nữa là những nhân vật hành động cùng với các đồng đội của mình. Trong anime cho biết, nhân vật chính Wooser cũng được lồng tiếng bởi Mamoru Miyano, người thực hiện vai trò kép với Ultraman Zero.[53] Một năm trước đó, vào tháng 2 năm 2014, blog chính thức của Ultraman Retsuden đã quảng cáo ĐẶT HÀNG MỚI MỚI của Miyano được sử dụng cho Arc Awakening Life Hand-to-mouth Life của Wooser. Blog cũng lưu ý về vai trò của Miyano trong Wooser và nói đùa thêm nếu Wooser sẽ gặp Ultraman Zero vào một ngày nào đó.[54][55]

### Video âm nhạc
- Ultraman Zero và các thành viên của Ultimate Force Zero (đã chặn Jean-chín) xuất hiện trong video ca nhạc của Girl Next Door Unmei no Shizuku ~ ngôi sao của Destiny ~, với bài hát được sử dụng làm chủ đề kết thúc cho Ultraman Zero: The Revenge of Belial.[56]
- Ultraman Zero được xuất hiện trong đĩa đơn thứ 9 của Mamoru Miyano, Ultra Fly làm nhân vật nền. Bài hát cũng trở thành phần mở đầu thứ sáu của Ultraman Retsuden.[57][58][59]

### Ứng dụng
- Vào cuối năm 2013, LINE thông báo phát hành lần thứ hai miếng dán Ultraman được bán với mức giá $ 1.99. Zero là một trong số các tác phẩm nghệ thuật đặc trưng trong các bộ cùng với các Siêu chiến binh và Siêu quái vật khác.[60][61][62]
- Là một sản phẩm gắn liền với Ginga S Movie, một trò chơi trên điện thoại thông minh đã được phát hành, được gọi là Ultra 10 Braves (ウルトラ10勇士 Urutora Jū Yūshi?). Zero được mô phỏng lại như ninja gốc từ Sanada Ten Braves, Sarutobi Sasuke (猿飛 佐助?), còn được gọi là Zero (零呂?). Vũ khí chính của anh ta là một con dao găm.[63]

### Thực tế ảo
- Một bộ phim thực tế ảo của Ultraman Zero đã được tổ chức vào ngày 26 và 27 tháng 8 năm 2017 tại các rạp VR được chọn tại Nhật Bản. Nó có Ultraman Zero chiến đấu chống lại Eleking với những khán giả theo dõi trận chiến từ một tòa nhà văn phòng.[64]

## Tiếp nhận
Theo một cuộc phỏng vấn với Famitsu, Mamoru tuyên bố rằng "Tôi thực sự ngạc nhiên! Cuối cùng, tôi đã trở thành một Ultraman (cười)". Anh nhớ lại những ngày còn là một đứa trẻ xem Ultra Series trong kỳ nghỉ hè nhưng tiếc là không thể xem toàn bộ loạt phim. Ultra Series yêu thích của anh ấy là Ultra Seven và Ultraman Taro, cũng như tìm kiếm các nhân vật chibi của Ultra Series (chẳng hạn như những người trong Ultraman Kids) khá thú vị. Anh ta cũng bị ấn tượng bởi cách thiết kế của Zero được trang bị hai Eye Sluggers và kỹ năng chiến đấu của Ultra Warrior liên quan đến các động tác võ thuật tốc độ và không gian. Trong một cuộc phỏng vấn năm 2013 với Susumu Kurobe (diễn viên của Shin Hayata / Ultraman), anh đã đề cử Ultraman Zero là Chiến binh siêu yêu thích của mình.

### Phổ biến

Một bức ảnh có Ultraman Zero nghẹn ngào một con búp bê giẻ rách Kyubey, một trong những memes trên mạng lan truyền trong cộng đồng người hâm mộ Nhật Bản.

Bản thân Ultraman Zero có tài khoản Twitter chính thức của riêng mình, bắt đầu từ năm 2010 và kết thúc vào tháng 3 năm 2012. Vào ngày 1 tháng 3 năm 2011, anh đã tweet cho độc giả cẩn thận với "người lạ" cho họ cơ hội trở thành một "cô gái phép thuật". Bản thân bài đăng này là một trò đùa của một bộ anime nổi tiếng, Puella Magi Madoka Magica, trong đó có nhân vật chính Kyubey thao túng các cô gái (bao gồm cả các nhân vật chính của bộ truyện đó) thành một cô gái phép thuật và đã trở nên lan truyền trong fandom Nhật Bản kể từ đó, tạo ra một chuỗi meme internet đặc trưng của Zero đối mặt với Kyubey.
Trong kỷ niệm 45 năm của Ultra Series, Ultraman Zero đã ghi được vị trí đầu tiên trong bảng xếp hạng về sự nổi tiếng của Ultra Hero, nhưng trong một cuộc thăm dò khác của Ultra Hero vào năm 2013, anh đã ghi được vị trí thứ hai sau khi thua Ultraman Tiga.
Năm 2009, kết hợp với việc quảng bá Mega Monster Battle: Ultra Galaxy, Ultraseven và Ultraman Zero là một trong những nhà quảng bá cho Windows 7 mới được giới thiệu. Sự tham gia của Seven vào buổi họp báo là do tên của anh ấy. Một khách mời danh dự / người quảng bá của buổi họp báo là nữ diễn viên / ca sĩ giọng hát Nana Mizuki, người (như Ultraseven) cũng có tên của cô được xoay quanh con số nói trên. Ông là một trong những Chiến binh Ultra có mặt trong lễ trao giải năm 2013 khi Ultra Series được Guinness World Records đề cử là loạt phim có hầu hết các phần phụ và phần tiếp theo.
Ultraman Zero và Ultraseven là khách mời danh dự trong Ngày Oyako 2016, được tổ chức vào ngày 24 tháng 7. Hai ngày trước đó, hai người đã giành được "Giải thưởng Oyako" của Bruce Osborn.